# Elaphoglossum planicosta
Elaphoglossum planicosta är en träjonväxtart som beskrevs av Holtt. Elaphoglossum planicosta ingår i släktet Elaphoglossum och familjen Dryopteridaceae. Inga underarter finns listade.